# Ulmus harbinensis
Ulmus harbinensis là một loài thực vật có hoa trong họ Ulmaceae. Loài này được S.Q. Nie & K.Q. Huang miêu tả khoa học đầu tiên năm 1987.